# Grifone Catania
Grifone Catania fue el nombre de dos equipos de baloncesto de Catania, en Italia.
El primer equipo fue fundado en 1955, y del 1959 al 1962 jugò en la segunda división italiana, llamada en ese entonces Serie A. El entrenador era Amerigo Penzo, que había entrenado la selección italiana de baloncesto hacía algunos años. Luego, el equipo fue relegado y desapareció en 1964.
En 1991 fue fundado otra vez, tomando el nombre del viejo club. Antes tenía que ser un proyecto independiente, que se basaba sobre los jóvenes locales y un entrenador como Riccardo Cantone, muy famoso en Sicilia. Después que él se fue, el equipo se lio a lo de la universidad de Catania y a la Virtus, que jugaban en Serie B2 (cuarta división), mientras la Grifone estaba en Serie C2 (sexta división, primera regional).
En 2007, como la Virtus desapareció, el equipo se volvió en el principal de la ciudad siciliana, junto al Gad Etna Catania.